# КД Тондела
„Тондела“ (на португалски: CD Tondela) е португалски футболен клуб от град Тондела, окръг Визеу в Северна Португалия. Клубът е основан през 1933 г. Домакинските си срещи играе на стадион „Жоао Кардосо“, с вместимост 5000 зрители.

## История
„Тондела“ играе голяма част от историята си в регионалните лиги. През сезон 2012/13 клубът дебютира в Сегунда лига. През 2015/16 „Тондела“ запазва мястото си във висшата лига буквално в последния кръг.

## Сезони по дивизии
- Примейра лига – 4 сезона
- Сегунда лига – 3 сезона
- Сегунда дивизиу – 3 сезона
- Терсейра дивизиу – 4 сезона
- Регионални лиги – 72 сезона

## Успехи[1]
- Примейра лига
  - 11-о място (1): 2017/18
- Лига де Онра: (Втора лига)
  -  Шампион (1): 2014/15
- Терсейра лига (Трета лига)
  -  Шампион (1): 2008/09

### Регионални
- Лига на честта на Визеу“
  -  Шампион (5): 1940/41, 1941/42, 1949/50, 1985/86, 2004/05
- Първа лига на Визеу“
  -  Шампион (3): 1951/52, 1963/64, 1972/73
- Купа на Визеу“
  -  Носител (2): 2003/04, 2004/05